# شاهیکا تکند
شاهیکا تکند (ترکی استانبولی: Şahika Tekand؛ زادهٔ ۱۹۵۹) هنرپیشه اهل ترکیه است. او از سال ۱۹۸۷ تاکنون در بیش از پنجاه فیلم حضور داشته است.